# Culture de la Norvège
 (mars 2015).
Si vous disposez d'ouvrages ou d'articles de référence ou si vous connaissez des sites web de qualité traitant du thème abordé ici, merci de compléter l'article en donnant les références utiles à sa vérifiabilité et en les liant à la section « Notes et références ».

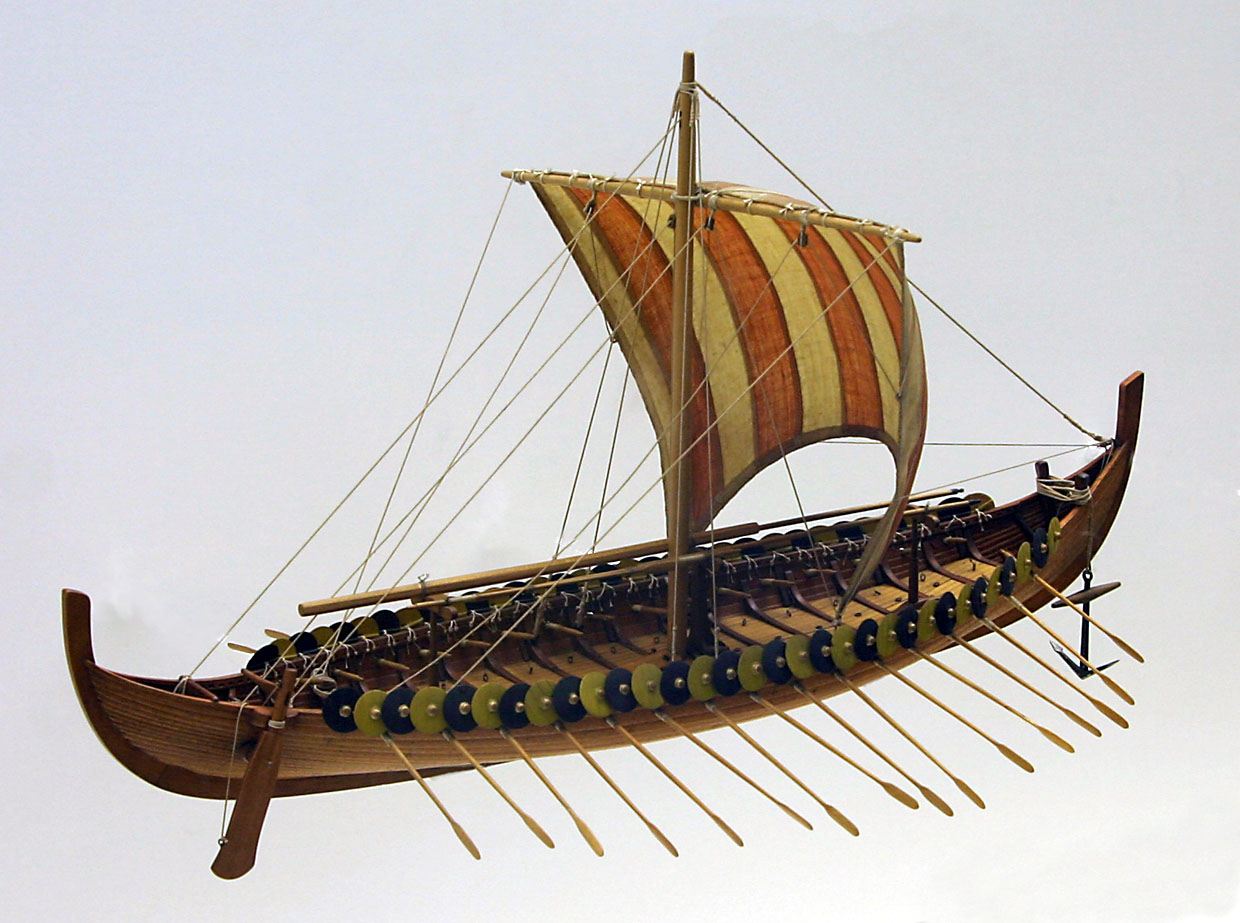
Maquette du bateau de Gokstad

La culture de la Norvège, pays de l'Europe du Nord, désigne d'abord les pratiques culturelles observables de ses habitants (5 300 000, estimation 2017).

## Langues, peuples, cultures

### Langues
- Langues en Norvège, Langues de Norvège
- Norvégien : Bokmål, Nynorsk, Høgnorsk, Trøndersk
  - Conseil de la langue norvégienne, Académie norvégienne de langue et de littérature, dialectes du norvégien
- Langues sames (< 30 000)
- Kvène (< 8 000)
- Romani, Rodi
- Russenorsk
- Langues immigrantes
- Langues étrangères : anglais, espagnol, allemand, français, russe
- Langue des signes norvégienne

### Populations
- Démographie de la Norvège
- Groupes ethniques en Norvège
- Norvégiens (4 300 000)
- 5 minorités reconnues
  - Samis (< 100 000)
  - Kvènes (< 15 000)
  - Skogfinns (Finlandais des forêts < 1 000)
  - Juifs (< 1 000), Shoah en Norvège (1941-1942)
  - Roms (< 10 000), Norwegian and Swedish Travellers (en), Porajmos

- Nouveaux Norvégiens, d'origine arménienne, géorgienne, grecque, iranienne, irakienne, lituanienne, népalaise, pakistanaise, philippine, polonais, serbe, somali, suédoise, syrienne, turque, vietnamienne… 
  - Immigration to Norway (en) (815 000, 16,8 %)
  - Expatriation en Norvège
- Diaspora norvégienne, Norwegian diaspora (en)
  - Scandinavian Mexicans (en), Scandinavian Brazilians (en), Scandinavian Venezuelan (en)
  - Scandinavian diaspora (en)
  - Gall Gàidheal, scandinaves gaélisés pendant le Moyen Âge
  - Norvégiens de Kola (Russie) (< 1 000 ?)
  - Norvégo-Américains (4 500 000)
  - au Canada (> 500 000)
  - en Islande (300 000)
  - au Brésil (300 000 ?)
  - en Argentine (200 000 ?)
  - en Suède (50 000)

## Traditions

### Religion
- Religion en Norvège, Religion en Norvège (rubriques) : Chiffres à corriger d'après le dernier recensement (2018) à consulter sur "Religion in Norway"
- Christianisme en Norvège (en) (82 %), Christianisme en Norvège (rubriques)
  - Église de Norvège (3 830 000, 76 %)), luthérienne
  - Autres protestantismes
    - Pentecôtistes (40 000)
    - Église chrétienne de Brunstad (30 000)
    - Église évangélique luthérienne libre de Norvège (20 000)
    - Swedish Margareta Congregation in Oslo (20 000)
    - Témoins de Jéhovah (15 000)
    - Méthodistes (10 000)
    - Baptistes (10 000)
    - Mormons (4 300)
    - Autres (66 000) : adventisme, anglicanisme

  - Catholicisme en Norvège entre (95 000) et (230 000)
  - Eastern Orthodoxy in Norway (en) (11 205)
- Autres spiritualités (< 18 %)
  - Religion samie (<100 000)
  - Islam en Norvège (150 000)
  - Judaïsme (1 300), Histoire des Juifs en Norvège, Shoah en Norvège, Antisémitisme en Norvège (en)
  - Foi baha'ie en Norvège (en) (2 000)
  - Hindouisme en Norvège (en) (8 000)
  - Sikhisme en Norvège (en) (2 300)
  - Bouddhisme en Norvège (en) (13 000)
  - Ásatrú (1 000 ?)
  - Théosophie en Scandinavie (en) (1 000 ?)
- Irreligion en Norvège (en) : 76 % sont enregistrés à l'Église de Norvège, mais la majorité des Norvégiens déclarent ne pas croire en une divinité…

### Symboles
- Armoiries de la Norvège, Drapeau de la Norvège
- Ja, vi elsker dette landet, hymne national norvégien

### Folklore et mythologie
- Religion sami
- Folklore scandinave
- Mythologie nordique, Mythologie nordique (rubriques)
- Bibliographie sur la mythologie nordique
- Edda de Snorri
- Kitchen witch (en)
- Troll cross (en)
- Tycho Brahe days (en)

### Fêtes
- Fêtes et jours fériés en Norvège
- Période de Noël en Norvège (en)

| Date                                             | Nom français    | Nom local                     | Remarques |
| ------------------------------------------------ | --------------- | ----------------------------- | --- |
| 1er janvier                                      | Jour de l'an    | Nyttårsdag                    | |
| juste après la première pleine lune de printemps | Pâques          | Påske                         | Jeudi Saint (Skjærtorsdag), Vendredi Saint (Langfredag), Dimanche de Pâques (første påskedag) et Lundi de Pâques (Andre påskedag ou Påskemandag). |
| 1er mai                                          | Fête du travail | Arbeidernes dag               | Journée internationale du travail |
| 17 mai                                           | Fête nationale  | Syttende maiou Grunnlovsdagen | célèbre la Convention nationale de Eidsvoll en 1814                                                                                               |
| Jeudi 40 jours après Pâques                      | Ascension       | Kristi Himmelfartsdag         | |
| 7 semaines après Pâques                          | Pentecôte       | Pinse                         | Første pinsedag (dimanche) et Andre pinsedag (lundi)                                                                                              |
| 24 et 25 décembre                                | Noël            | Jul                           | Les Norvégiens réveillonnent généralement le 24. Ils fêtent aussi Noël le 26 décembre (Andre Juledag : deuxième jour de Noël).                    |

## Société
- Catégorie:Personnalité norvégienne par profession
- Loi de Jante

### Famille
- Femmes en Norvège (en)
- Naissance
- Nom, Patronymes norvégiens, Prénoms norvégiens
- Enfance
- Adolescence
- Genre
- Sexualité
- Histoire LGBT en Norvège (en)
- Mariage, union
- Emploi
- Vieillesse
- Décès
- Funérailles

### Éducation
- Système éducatif norvégien, Examen artium
- Lycées français en Norvège
- Higher education in Norway (en)
- Universités en Norvège
- Science en Norvège (rubriques)
- Académie norvégienne des sciences et des lettres
- Liste des pays par taux d'alphabétisation
- Liste des pays par IDH

### Droit
- Droit norvégien
- Crime in Norway (en)
- Police norvégienne
- Domestic violence in Norway (en)
- Droits LGBT en Norvège
- Histoire des femmes en Norvège
- Human trafficking in Norway (en)
- SOS Rasisme (en)
- Norwegian Centre for Human Rights (en)
- Rapport Norvège 2016-2017 d'Amnesty International

### État
- Histoire de la Norvège
- Politique en Norvège
- List of wars involving Norway (en)
- Terrorism in Norway (en)

## Arts de la table

### Cuisine

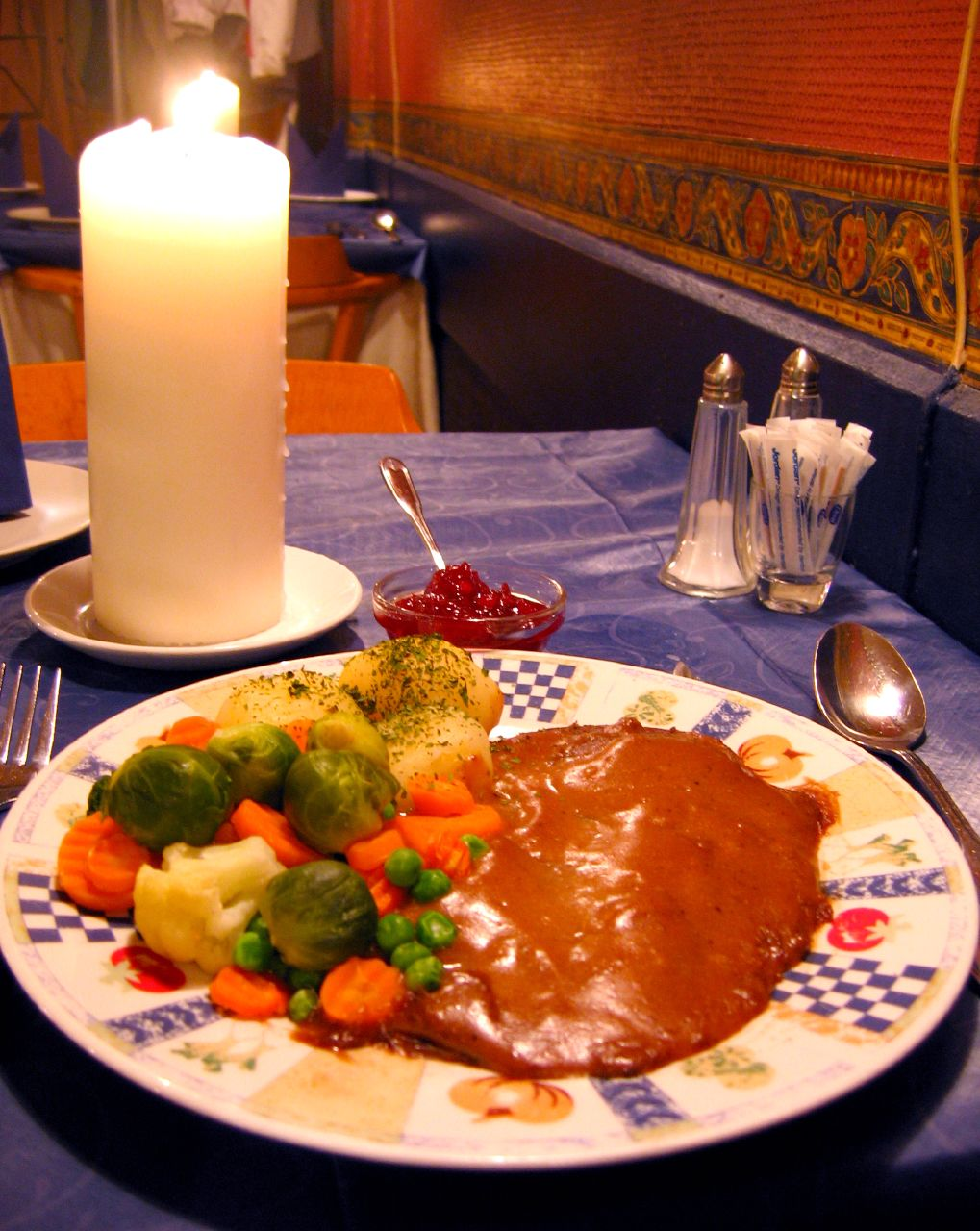
Reinsdyrsteik (steak de renne)

- Cuisine norvégienne, Cuisine norvégienne (rubriques)
- Rømmegrøt, Lutefisk

La cuisine norvégienne est, dans sa forme traditionnelle, en grande partie basée sur les matières premières facilement disponibles dans un pays dominé par les montagnes et la mer. Par conséquent, elle diffère à bien des égards de ses homologues continentaux en mettant davantage l'accent sur le gibier et le poisson.
La cuisine norvégienne moderne, bien que toujours fortement influencée par sa base traditionnelle, porte aujourd'hui les marques de la mondialisation : pâtes, pizzas, hamburgers, et produits de la mer ou viandes avec une grande quantité d'émulsifiants et d'additifs chimiques et autres produits sont d'usage courant au même titre que la morue de plus en plus rare, le saumon et les boulettes de viande (composition à vérifier sur emballages) comme aliments de base.
En Norvège, le petit déjeuner (frokost), souvent un buffet composé de fromage, de charcuterie ou de céréales, est le repas le plus copieux de la journée. Le déjeuner (fréquemment un repas froid sandwichs - Pizzas - Énormes glaces, ) se prend entre 11h et 14h selon les disponibilités de chacun. Enfin, le dîner (middag) se prend entre 16h et 18h. Il peut être suivi d'un en-cas aux alentours de 21h ou 22h.
En Norvège, les écoliers se voient offrir une pomme par jour seulement. Le reste de l'alimentation est du ressort des parents. Les enfants norvégiens mangent donc souvent à la mi-journée les traditionnels matpakker (paniers-repas), habituellement composés de tranches de kneippbrød, pain recouvert de margarine et le plus souvent assorti de tranches de fromage brun (au goût de caramel), de salami ou de jambon, le pâté de foie ainsi que le maquereau à la tomate sont également très populaires dans la composition des tartines norvégiennes.

### Boisson(s)
- Lait
- Café
- Farris (mineral water) (en)
- Solo (Norwegian soft drink) (en)
- Julébrus (soft drink)
- Bière : Beer in Norway (en)
- Hydromel (Mead)
- Aquavit
- Alcool de contrebande (Moonshine)
- Vodka : Vikingfjord (en)

## Santé
- Santé, Santé publique, Protection sociale
- Santé en Norvège (rubriques),

- Liste des pays par taux de tabagisme
- Liste des pays par taux de natalité
- Liste des pays par taux de suicide

### Sports, arts martiaux
- Sport en Norvège, Sport en Norvège (rubriques)
- Sportifs norvégiens
- Norvège aux Jeux olympiques
- Norvège aux Jeux paralympiques
- Jeux du Commonwealth
- Sport équestre, Jeux équestres mondiaux
- Arts martiaux en Norvège

## Média
- Média en Norvège (en), Média en Norvège (rubriques)
- Norsk Telegrambyrå
- Journalistes norvégiens

### Presse écrite
- Presse écrite en Norvège, Presse écrite en Norvège (rubriques)
- Liste de journaux en Norvège
- List of Norwegian magazines (en)

### Radio
- Radio en Norvège, Radio en Norvège (rubriques)
- Liste des stations de radio en Norvège

### Télévision
- Télévision en Norvège (en), Télévision en Norvège (rubriques)
- List of television stations in Norway (en)

### Internet (.no)
- Internet in Norway (en)
- Sites web norvégiens
- Blogueurs norvégiens
- Presse en ligne[2]

## Littérature
- Littérature norvégienne
- Écrivains norvégiens
  - Poètes norvégiens
  - Nouvellistes norvégiens
  - Romanciers norvégiens
  - Auteurs norvégiens de romans policiers
  - Essayistes norvégiens
- Livres  norvégiens, Romans norvégiens
- Les 100 meilleurs livres de la littérature mondiale selon le Cercle norvégien du livre
- Romantisme national norvégien

### Littérature contemporaine
- Herbjørg Wassmo (1942-)

## Artisanat
- Artisanat d'art
- Artisanat par pays
- Arts appliqués, Arts décoratifs

Les savoir-faire liés à l’artisanat traditionnel relèvent (pour partie) du patrimoine culturel immatériel de l'humanité. On parle alors de trésor humain vivant.
Mais une grande partie des techniques artisanales ont régressé, ou disparu, dès le début de la colonisation, et plus encore avec la globalisation, sans qu'elles aient été suffisamment recensées et documentées.

### Design
- Designers norvégiens

### Textiles, cuir, papier
- Liste de costumes nationaux en Norvège (en)
- Bunad

### Bois, métaux
- Duodji, forme d'art décoratif sami

### Poterie, céramique, faïence
- Céramique scandinave

## Arts visuels
- Arts visuels, Arts plastiques, Art sonore
- Art norvégien (en) (surtout visuel)
- Écoles d'art en Norvège : Bergen Academy of Art and Design (en), École nationale des arts d'Oslo
- Académie illégale (en) (1941-)
- Artistes norvégiens
- Artistes contemporains norvégiens
- Musées d'art en Norvège

### Dessin
- Dessinateurs norvégiens
- Graveurs norvégiens
- Illustrateurs norvégiens
- Affichistes norvégiens
- Auteurs norvégiens de bande dessinée

### Peinture
- Peinture norvégienne
- Art pictural norvégien (en)
- Rosemaling (dalmålning), peinture décorative populaire (1700-1850)
- Peintres norvégiens
- Tableaux de peintres norvégiens

### Sculpture
- Sculpture norvégienne, Sculpture en Norvège, Sculpture en Norvège (rubriques)
- Sculpteurs norvégiens
- Sculpture sur bois norvégienne

### Architecture
- Architecture en Norvège
- Stavkirke, églises médiévales en bois
- Décoration de pignon en Scandinavie
- Architecture néoclassique en Scandinavie (1750-1850)
- Classicisme nordique (1910-1930)
- Architecture en Norvège (rubriques)
- Urbanisme en Norvège (rubriques)
- Architectes norvégiens

### Photographie
- Photographes norvégiens
- Photographie en Norvège (en)
- Musée Preus (de)(1976/1995/2001), musée national norvégien de la photographie, depuis 2001 à Horten (fjord d'Oslo) (1976/1995/2001)

### Graphisme
- Graphistes norvégiens

## Arts du spectacle
- Spectacle vivant, Performance, Art sonore

### Musique(s)

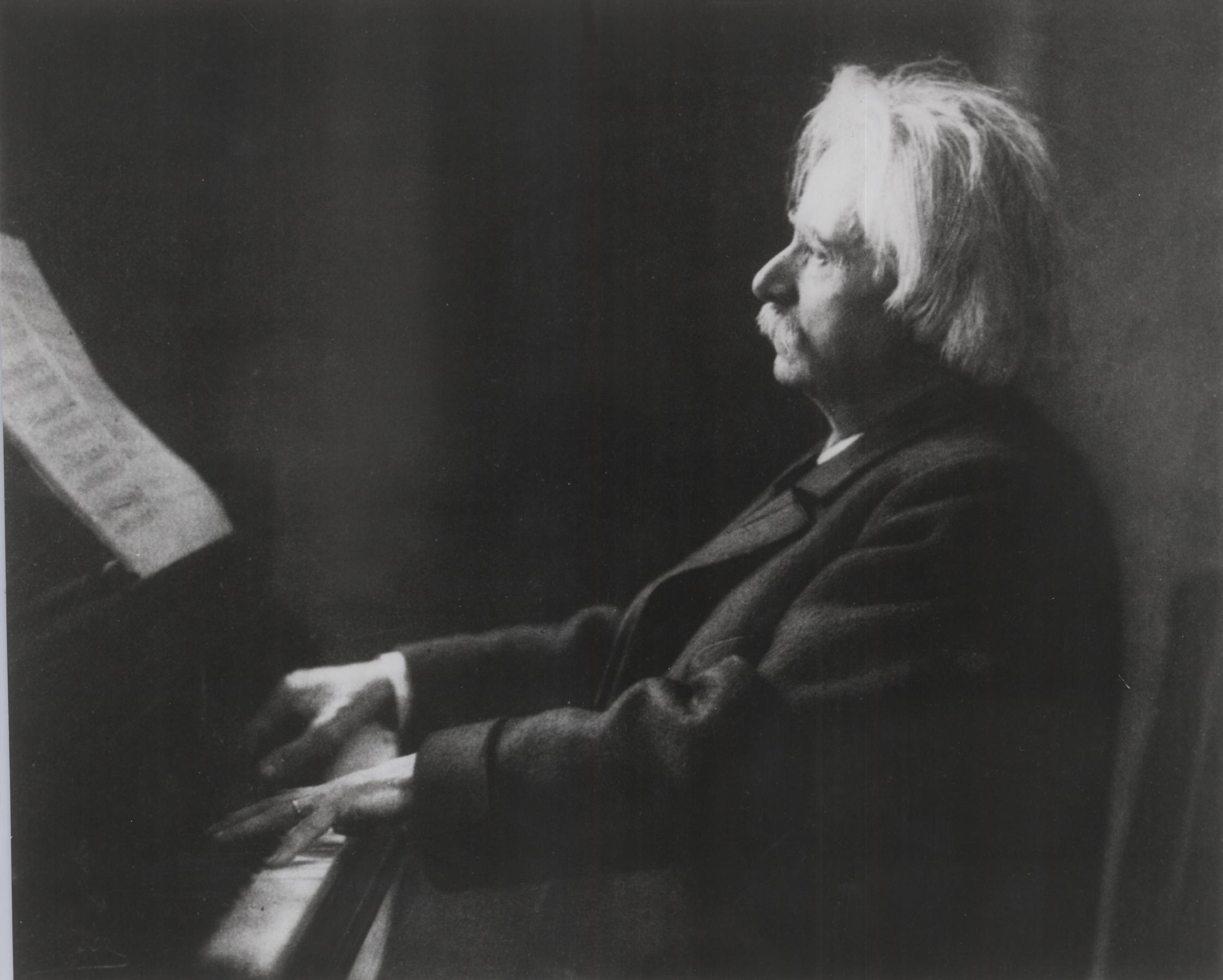
Edvard Grieg au piano

- Musique norvégienne, Musique norvégienne (rubriques)
- Nordic popular music (en)
- Musiciens norvégiens
  - 1870 : Edvard Grieg, Halfdan Kjerulf, Johan Svendsen, Christian Sinding, Johan Halvorsen, Johan Selmer
  - 1900 : David Monrad Johansen, Geirr Tveitt, Bjarne Brustad, Ludvig Irgens-Jensen, Harald Sæverud, Klaus Egge, Eivind Groven
  - 1930 : Pauline Hall, Fartein Valen
  - 1945 : Johan Kvandal, Knut Nystedt, Edvard Hagerup Bull, Egil Hovland,
  - 1960 : Finn Mortensen, Arne Nordheim, Kåre Kolberg, Alfred Janson, Ragnar Søderlind.
- Chanteurs norvégiens

#### Musique traditionnelle
- Joik

#### Musique classique
Ole Bull (1810-1880) est certainement le premier violoniste norvégien à atteindre une renommée internationale, se produisant en Europe et aux États-Unis et laissant une œuvre variée. 
Edvard Grieg (1843-1907, Vingt-cinq Chants et danses populaires norvégiens, Dix-sept Danses paysannes norvégiennes) illustre le mieux la musique norvégienne. Il s'inspire dans ses œuvres de la musique traditionnelle norvégienne et assure notamment la mise en musique de pièces d'Henrik Ibsen.

#### Musiques modernes
La Norvège est aussi connue pour avoir hébergé de nombreux groupe de Black metal, notamment dans les années 1990. En voici une liste non exhaustive : Mayhem, Darkthrone, Burzum, Immortal, Emperor, Satyricon, Dimmu Borgir (connu dans le monde) et bien d'autres encore. Plus récemment d'autres groupes sont apparus tels que 1349 ou Taake. Certains membres de ces groupes ont d'ailleurs été à l'origine de crimes ou de vandalisme (par exemple de nombreuses églises en bois debout ont été brûlées, comme l'église de Fantoft en 1992 par Varg Vikernes de Burzum) dans les années 1990.
Il y a des groupes Heavy Metal, connue dans les années 1980, comme le groupe TNT avec le guitariste hero Ronni Le Tekrø.

Cependant plusieurs d'entre eux se sont éloignés du black metal traditionnel pour aller vers une forme de musique unique et piochant par exemple dans l'electro, le progressif ou l'indus. On peut citer par exemple Arcturus et Dødheimsgard. Certains vont même à changer radicalement de style comme Ulver qui est passé par l'ambient méditatif et l'électro/jazz avant d'arriver à une mixture inédite sur Blood inside. La Norvège comporte d'autres groupes de metal comme Theatre of Tragedy ou Tristania qui pratiquent du metal gothique

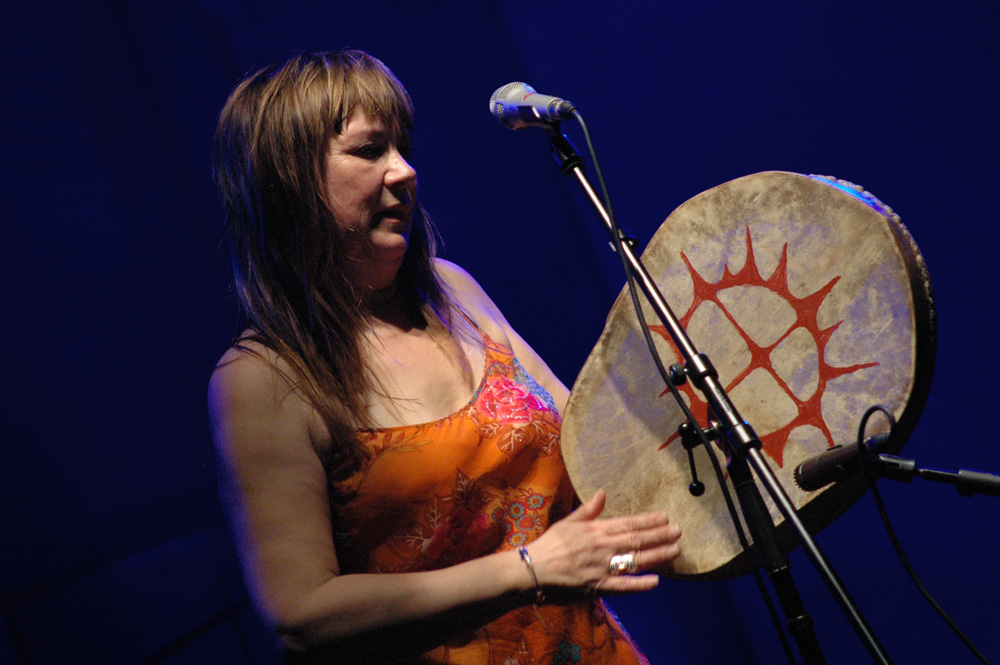
Mari Boine Persen en concert

Le jazz est bien développé en Norvège, la figure majeure étant Jan Garbarek, connu pour son travail avec Keith Jarrett, et sa sonorité si particulière. De la même génération que Garbarek, Arild Andersen et Jon Christensen sont des musiciens confirmés, avec de nombreuses collaborations internationales. Parmi la jeune génération, Trygve Seim et Tord Gustavsen assurent un renouveau acoustique, tandis que Nils Petter Molvær, Bugge Wesseltoft, Jaga Jazzist et Wibutee expérimentent le mélange avec la musique électronique. Guitariste de blues d'exception, Bjørn Berge est l'un des artistes offrant le plus grand nombre de concerts par an en Europe.
Enfin, depuis les années 1980 et malgré une image de boys-band, le groupe A-ha reste le représentant principal de la pop norvégienne à travers le monde. Le groupe a vendu au cours de sa carrière, 30 millions de disques à travers le monde (1985-2010) A-ha s'est séparé définitivement en 2010. 
Dans le cadre de la pop, on peut trouver des groupes mondialement connus comme Kings of Convenience, Röyksopp, Sondre Lerche, Thomas Dybdahl, Madrugada etc.

### Danse(s)
- Danse en Norvège, Danse en Norvège (rubriques)
- Liste de danses
  - Halling (danse)
- Danseurs norvégiens
- Chorégraphes norvégiens
- Ballet national de Norvège[4]

### Théâtre
- Théâtre norvégien
- Dramaturges norvégiens : Henrik Ibsen (1828-1906), Jon Fosse (1959-)
- Pièces de théâtre norvégiennes
- Salles de théâtre : Nationaltheatret, Det Norske Teatret, Teatret Vårt

### Autres scènes: marionnettes, mime, pantomime, prestidigitation
Les arts mineurs de scène, arts de la rue, arts forains, cirque, théâtre de rue, spectacles de rue, arts pluridisciplinaires, performances manquent encore de documentation pour le pays …
Pour le domaine de la marionnette, la référence est : Arts de la marionnette en Norvège, sur le site de l'Union internationale de la marionnette UNIMA).
- Marionnettistes norvégiens (en)
- Artistes de cirque norvégiens (en)

### Cinéma
- Cinéma norvégien
- Réalisateurs norvégiens, Scénaristes norvégiens
- Acteurs norvégiens, Actrices norvégiennes
- Films norvégiens

### Autres
- Vidéo, Jeux vidéo, Art numérique, Art interactif
- Culture alternative, Culture underground
- Jeux vidéo développés en Norvège

## Tourisme
- Tourisme en Norvège (rubriques)
- Tourisme en Norvège
- Sur WikiVoyage
- Conseils aux voyageurs pour la Norvège :
  - France Diplomatie.gouv.fr
  - Canada international.gc.ca
  - CG Suisse eda.admin.ch
  - USA US travel.state.gov

## Patrimoine

### Musées et autres institutions
- Liste de musées en Norvège
- Catégorie:Bibliothèque en Norvège

### Liste du Patrimoine mondial
Le programme Patrimoine mondial (UNESCO, 1971) a inscrit dans sa liste du Patrimoine mondial (au 12/01/2016) : Liste du patrimoine mondial en Norvège.

### Liste représentative du patrimoine culturel immatériel de l’humanité
Le programme Patrimoine culturel immatériel (UNESCO, 2003) a inscrit dans sa liste représentative du patrimoine culturel immatériel de l’humanité (au 10/01/2016) : encore aucune activité humaine norvégienne.

### Registre international Mémoire du monde
Le programme Mémoire du monde (UNESCO, 1992) a inscrit dans son registre international Mémoire du monde (au 10/01/2016) :
- 2001 : Henrik Ibsen : Une maison de poupée (1879)[5].
- 2001 : Les Archives de la lèpre de Bergen[6].
- 2005 : Expédition de Roald Amundsen au pôle Sud (1910-1912)[7].
- 2011 : Archives de Thor Heyerdahl[8].
- 2013 : Collection de Sophus Tromholt[9].